# Theope syngenes
Theope syngenes is een vlindersoort uit de familie van de prachtvlinders (Riodinidae), onderfamilie Riodininae.
Theope syngenes werd in 1868 beschreven door H. Bates.